# Dindagadu, Piriyapatna
Dindagadu là một làng thuộc tehsil Piriyapatna, huyện Mysore, bang Karnataka, Ấn Độ.